# 目白山下車站
目白山下車站（日语：／ Mejiro-yamashita eki */?）是湘南單軌電車江之島線沿線之車站，位於日本神奈川縣藤澤市片瀨。

## 車站結構
島式月台1面2線的高架車站。

### 月台配置
| 月台 | 路線      | 目的地             |
| ---- | --------- | ------------------ |
| 1    | ■江之島線 | 往湘南江之島       |
| 2    | ■江之島線 | 湘南深澤、大船方向 |

## 使用情況
湘南單軌電車及藤澤市內鐵路車站當中上下車人次最少的車站。近年1日平均上車人次推移如下表。
| 年度   | 1日平均 上車人次 |
| ------ | ---------------- |
| 1998年 | 136              |
| 1999年 | 139              |
| 2000年 | 133              |
| 2001年 | 135              |
| 2002年 | 131              |
| 2003年 | 138              |
| 2004年 | 144              |
| 2005年 | 158              |
| 2006年 | 150              |
| 2007年 | 140              |
| 2008年 | 137              |

## 歷史
- 1971年（昭和46年）7月1日 - 開業。

## 相鄰車站
湘南單軌電車
■江之島線
片瀨山（SMR6）－目白山下（SMR7）－湘南江之島（SMR8）

## 外部連結
- 湘南單軌電車 車站資訊 （页面存档备份，存于）